# Tomorrow Can Wait
Tomorrow Can Wait – piosenka house/pop stworzona przez Davida Guettę oraz Tocadisco na trzeci studyjny album Guetty, Pop Life. W utworze swojego głosu gościnnie użycza Chris Willis. Singel został wydany w 2008 roku.

## Lista utworów
1. Tomorrow Can Wait (Radio Edit) 03:15
2. Tomorrow Can Wait (Tocadisco Evil mix) 06:11
3. Tomorrow Can Wait (Arias Seat Ibiza Remix) 07:25
4. Tomorrow Can Wait (Sharam Remix DGEdit) 06:25
5. Tomorrow Can Wait (Club Version) 06:37